# 北环快速路
北环快速路是苏州“井”字形内环高架快速路的北段。北环快速路西起新庄立交，东至官渎里立交，总长6.13公里，其中高架段1.8公里、隧道段1.5公里、地面道路2.83公里。
北环路东延一期工程西接官渎里立交，利用新苏路和312国道，一路高架，北接葑亭大道，南接星港街进入湖西CBD，全长4.27公里。北环快速路的东延将达到唐庄立交。
北环路西延工程东起新庄立交，西至太湖大道，全长约8.3公里，其中高新区境内长约7.2公里，总宽60米。高架设计双向6车道，高架限速80 Km/h，地面道路双向4到6车道，两边各有非机动车道和人行道。